# Olympische Sommerspiele 1952/Teilnehmer (Polen)
| Gelbes Symbol für Goldmedaillen mit stilisierten Olympischen Ringen | Graues Symbol für Silbermedaillen mit stilisierten Olympischen Ringen | Braundes Symbol für Bronzemedaillen mit stilisierten Olympischen Ringen |
| ------------------------------------------------------------------- | --------------------------------------------------------------------- | ----------------------------------------------------------------------- |
| 1                                                                   | 2                                                                     | 1                                                                       |

Polen nahm an den Olympischen Sommerspielen 1952 in der finnischen Hauptstadt Helsinki mit 125 Sportlern, 10 Frauen und 97 Männern, an 74 Wettbewerben in 11 Sportarten teil.
Seit 1924 war es die sechste Teilnahme eines polnischen Teams an Olympischen Sommerspielen.
Jüngste Athletin war die 17-jährige Schwimmerin Aleksandra Mróz, ältester Athlet der 57-jährige Sportschütze Józef Kiszkurno.

## Flaggenträger
Der Ruderer Teodor Kocerka trug die Flagge Polens während der Eröffnungsfeier im Olympiastadion.

## Medaillengewinner
Mit einer gewonnenen Gold-, zwei Silber- und einer Bronzemedaille belegte das polnische Team Platz 20 im Medaillenspiegel.

### Gold
| Name            | Sportart | Wettkampf     |
| --------------- | -------- | ------------- |
| Zygmunt Chychła | Boxen    | Weltergewicht |

### Silber
| Name              | Sportart | Wettkampf     |
| ----------------- | -------- | ------------- |
| Aleksy Antkiewicz | Boxen    | Leichtgewicht |
| Jerzy Jokiel      | Turnen   | Bodenturnen   |

### Bronze
| Name           | Sportart | Wettkampf |
| -------------- | -------- | --------- |
| Teodor Kocerka | Rudern   | Einer     |

## Teilnehmer nach Sportarten

### Boxen
Fliegengewicht (bis 51 kg)
- Henryk Kukier
Runde 1: 0:3-Niederlage gegen Edgar Basel aus Deutschland

Bantamgewicht (bis 54 kg)
- Henryk Niedźwiedzki
Runde 1: Sieg gegen Ron Gower aus Australien durch technischen K. o. in der ersten Runde
Runde 2: 0:3-Niederlage gegen Pentti Hämäläinen aus Finnland

Federgewicht (bis 57 kg)
- Lech Drogosz
Runde 1: 3:0-Punktsieg gegen Nyein Nil Ba aus Burma
Runde 2: Sieg nach Punkten gegen Pedro Galasso aus Brasilien
Viertelfinale: 0:3-Punktniederlage gegen Sergio Caprari aus Italien

Leichtgewicht (bis 60 kg)
- Aleksy Antkiewicz
Runde 1: 3:0-Punktsieg gegen Benjamin Enríquez von den Philippinen
Runde 2: Punktsieg (3:0) gegen Hans Werner Wohlers aus Deutschland
Viertelfinale: 3:0-Sieg gegen Freddie Reardon aus Großbritannien
Halbfinale: Freilos
Finale: 1:2-Niederlage gegen Aureliano Bolognesi aus Italien, Rang 2

Halbweltergewicht (bis 63,5 kg)
- Leszek Kudłacik
Runde 1: 1:2-Niederlage gegen René Weissmann aus Frankreich

Weltergewicht (bis 67 kg)
- Zygmunt Chychła
Runde 1: 3:0-Punktsieg gegen Pierre Wouters aus Belgien
Runde 2: 3:0-Punktsieg (3:0) gegen José Dávalos aus Mexiko
Viertelfinale: 3:0-Sieg gegen Július Torma aus der Tschechoslowakei
Halbfinale: 2:1-Sieg gegen Günther Heidemann aus Deutschland
Finale: 3:0-Sieg gegen Sergei Tscherbakow aus der Sowjetunion, Rang 1

Halbmittelgewicht (bis 71 kg)
- Jerzy Krawczyk
Runde 1: Freilos
Runde 2: Niederlage gegen Boris Tischin aus der Sowjetunion durch technischen K. o. in der zweiten Runde

Mittelgewicht (bis 75 kg)
- Henryk Nowara
Runde 1: 1:2-Niederlage gegen Muhammad Khan aus Pakistan

Halbschwergewicht (bis 81 kg)
- Tadeusz Grzelak
Runde 1: Freilos
Runde 2: 3:0-Punktsieg gegen Franz Pfitscher aus Österreich
Viertelfinale: Niederlage nach Punkten gegen Norvel Lee aus den Vereinigten Staaten von Amerika

Schwergewicht (über 81 kg)
- Antoni Gościański
Runde 1: Niederlage gegen Algirdas Šocikas aus der Sowjetunion durch technischen K. o. in der zweiten Runde

### Fechten

#### Männer
Florett Einzel
- Jerzy Pawłowski
Runde 1: in Gruppe 7 (Rang 4) drei Duelle gewonnen und zwei verloren, für die Viertelfinalkämpfe qualifiziert
Viertelfinale: in Gruppe 2 (Rang 4) drei Duelle gewonnen und drei verloren, nicht für die Halbfinalkämpfe qualifiziert

Degen Einzel
- Adam Krajewski
Runde 1: in Gruppe 1 (Rang 1) fünf Duelle gewonnen und eins verloren, für die Viertelfinalkämpfe qualifiziert
Viertelfinale: in Gruppe 4 (Rang 8) drei Duelle gewonnen und fünf verloren, nicht für die Halbfinalkämpfe qualifiziert

- Andrzej Przeździecki
Runde 1: in Gruppe 4 (Rang 4) drei Duelle gewonnen und vier verloren, für die Viertelfinalkämpfe qualifiziert
Viertelfinale: in Gruppe 3 (Rang 7) zwei Duelle gewonnen und fünf verloren, nicht für die Halbfinalkämpfe qualifiziert

- Wojciech Rydz
Runde 1: in Gruppe 3 (Rang 4) vier Duelle gewonnen und drei verloren, für die Viertelfinalkämpfe qualifiziert
Viertelfinale: in Gruppe 1 (Rang 8) zwei Duelle gewonnen und fünf verloren, nicht für die Halbfinalkämpfe qualifiziert

Degen Mannschaft
- Zygmunt Grodner, Adam Krajewski, Jan Nawrocki, Andrzej Przeździecki und Wojciech Rydz
Runde 1: in Gruppe 1 (Rang 3) zwei Duelle verloren, nicht für die Runde 2 qualifiziert
6:10-Niederlage gegen  Großbritannien
Punkte: Andrzej Przeździecki (1), Wojciech Rydz (1), Jan Nawrocki (1), Adam Krajewski (3)
0:9-Niederlage gegen  Schweden

Säbel Einzel
- Jerzy Pawłowski
Runde 1: in Gruppe 4 (Rang 1) fünf Duelle gewonnen und eins verloren, für die Viertelfinalkämpfe qualifiziert
Viertelfinale: in Gruppe 5 (Rang 2) vier Duelle gewonnen und zwei verloren, für die Halbfinalkämpfe qualifiziert
Halbfinale: in Gruppe 2 (Rang 6) ein Duelle gewonnen und vier verloren, nicht für das Finale qualifiziert

- Leszek Suski
Runde 1: in Gruppe 1 (Rang 2) vier Duelle gewonnen und drei verloren, für die Viertelfinalkämpfe qualifiziert
Viertelfinale: in Gruppe 1 (Rang 2) fünf Duelle gewonnen und zwei verloren, für die Halbfinalkämpfe qualifiziert
Halbfinale: in Gruppe 3 (Rang 5) ein Duell gewonnen und drei verloren, nicht für das Finale qualifiziert

- Jerzy Twardokens
Runde 1: in Gruppe 4 (Rang 2) vier Duelle gewonnen und eins verloren, für die Viertelfinalkämpfe qualifiziert
Viertelfinale: in Gruppe 1 (Rang 4) zwei Duelle gewonnen und drei verloren, nicht für die Halbfinalkämpfe qualifiziert

- Wojciech Zabłocki
Runde 1: in Gruppe 2 (Rang 1) sechs Duelle gewonnen und eins verloren, für die Viertelfinalkämpfe qualifiziert
Viertelfinale: in Gruppe 2 (Rang 7) zwei Duelle gewonnen und fünf verloren, nicht für die Halbfinalkämpfe qualifiziert

Säbel Mannschaft
- Zygmunt Pawlas, Jerzy Pawłowski, Leszek Suski, Jerzy Twardokens und Wojciech Zabłocki
Runde 1: in Gruppe 1 (Rang 1) zwei Duelle gewonnen, für die Viertelfinalkämpfe qualifiziert
Sieg gegen  Rumänien, Stechen nach 8:8-Unentschieden
Punkte: Jerzy Pawłowski (2), Wojciech Zabłocki (4), Zygmunt Pawlas (1), Jerzy Twardokens (1)
6:1-Sieg gegen  Frankreich
Punkte: Jerzy Twardokens (1), Leszek Suski (1), Jerzy Pawłowski (2), Wojciech Zabłocki (2)
Viertelfinale: in Gruppe 4 (Rang 1) ein Duell gewonnen, für die Halbfinalkämpfe qualifiziert
10:6-Sieg gegen  Ägypten
Punkte: Jerzy Twardokens (1), Leszek Suski (3), Jerzy Pawłowski (2), Wojciech Zabłocki (4)
Halbfinale: in Gruppe 2 (Rang 4) zwei Duelle verloren, nicht für das Finale qualifiziert
6:10-Niederlage gegen die  USA
Punkte: Wojciech Zabłocki (3), Jerzy Pawłowski (3)
4:11-Niederlage gegen  Italien
Punkte: Leszek Suski (1), Zygmunt Pawlas (1), Jerzy Pawłowski (1), Wojciech Zabłocki (1)

#### Frauen

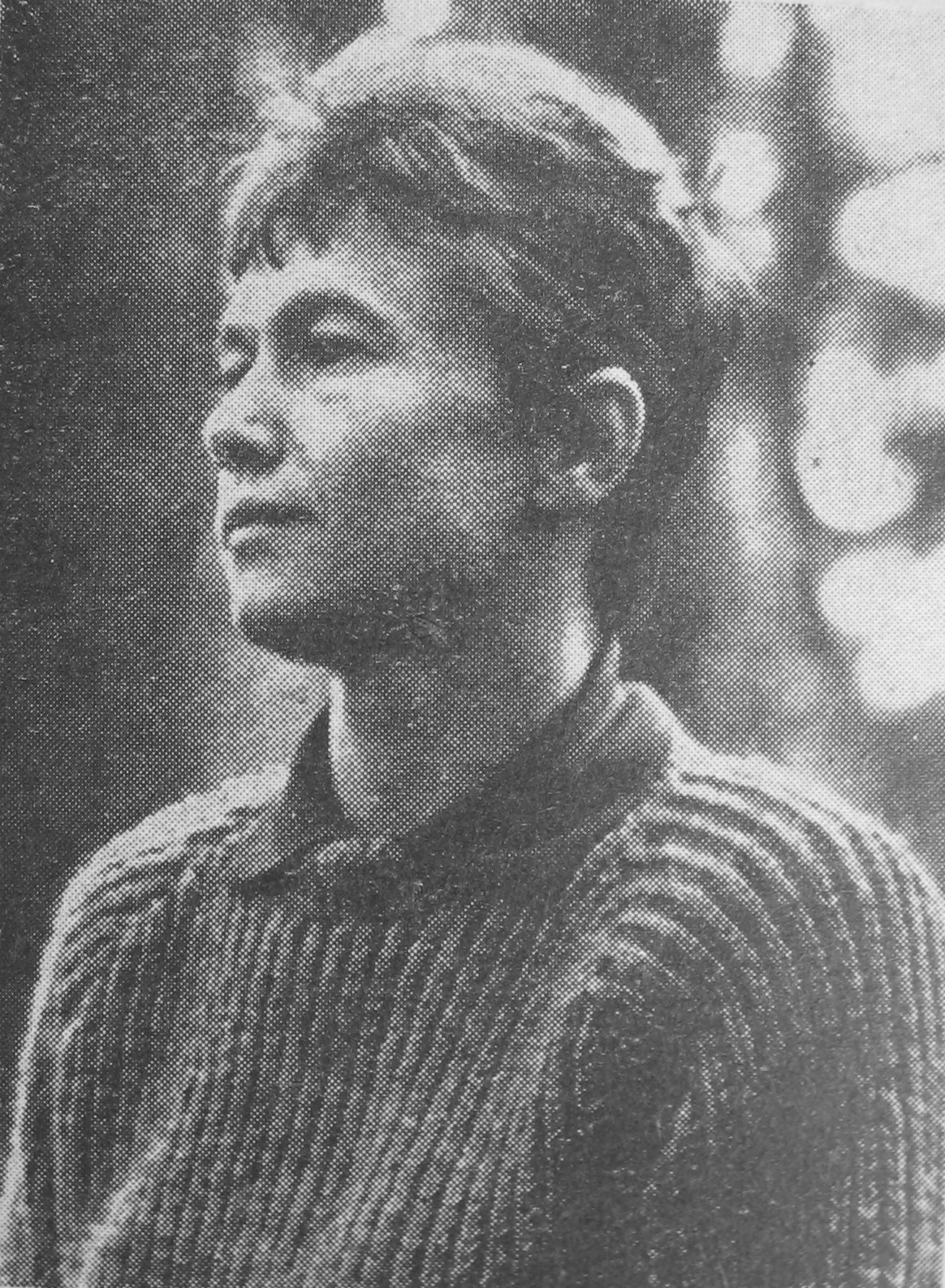
Weitsprung: Maria Ilwicka scheiterte in der Qualifikation

Florett Einzel
- Irena Nawrocka
Runde 1: in Gruppe 4 (Rang 1) drei Duelle gewonnen und eins verloren, für die Viertelfinalkämpfe qualifiziert
Viertelfinale: in Gruppe 4 (Rang 5) zwei Duelle gewonnen und drei verloren, nicht für die Halbfinalkämpfe qualifiziert

- Maria Sołtan
Runde 1: in Gruppe 1 (Rang 6) ein Duell gewonnen und vier verloren, nicht für die Viertelfinalkämpfe qualifiziert

- Wanda Włodarczyk
Runde 1: in Gruppe 2 (Rang 7) ein Duell gewonnen und fünf verloren, nicht für die Viertelfinalkämpfe qualifiziert

### Fußball
- Henryk Alszer, Hubert Banisz, Zdzisław Bieniek, Ewald Cebula, Gerard Cieślik, Władysław Gędłek, Kazimierz Kaszuba, Jerzy Krasówka, Józef Mamoń, Paweł Sobek, Tomasz Stefaniszyn, Czesław Suszczyk, Edward Szymkowiak, Kazimierz Trampisz und Jan Wiśniewski
Vorrundenspiel am 15. Juli in Lahti vor 3.752 Zuschauern: 2:1 (1:1)-Sieg gegen  Frankreich
Torschützen: 1:1 Kazimierz Trampisz (31. min), 2:1 Jerzy Krasówka (49. min)
Achtelfinalspiel am 21. Juli in Turku vor 6.024 Zuschauern: 0:2 (0:1)-Niederlage gegen  Dänemark

### Gewichtheben
Bantamgewicht (bis 56 kg)
- Augustyn Dziedzic
Finale: 245,0 kg, Rang 17
Militärpresse: 70,0 kg, Rang 16
Reißen: 80,0 kg, Rang 13
Stoßen: 95,0 kg, Rang 17

Federgewicht (bis 60 kg)
- Henryk Skowronek
Finale: 272,5 kg, Rang 21
Militärpresse: 77,5 kg, Rang 22
Reißen: 85,0 kg, Rang 19
Stoßen: 110,0 kg, Rang 18

Leichtgewicht (bis 67,5 kg)
- Edward Ścigała
Finale: 290,0 kg, Rang 21
Militärpresse: 80,0 kg, Rang 23
Reißen: 90,0 kg, Rang 22
Stoßen: 120,0 kg, Rang 17

Halbschwergewicht (bis 82,5 kg)
- Czesław Białas
Finale: 325,0 kg, Rang 19
Militärpresse: 87,5 kg, Rang 22
Reißen: 107,5 kg, Rang 14
Stoßen: 130,0 kg, Rang 20

### Hockey
- Antoni Adamski, Tadeusz Adamski, Eugeniusz Czajka, Alfons Flinik, Henryk Flinik, Jan Flinik, Narcyz Maciaszczyk, Jan Małkowiak, Maksymilian Małkowiak, Ryszard Marzec, Bronisław Pawlicki, Jerzy Siankiewicz, Zdzisław Wojdylak und Zdzisław Starzyński
Vorrunde: 2:7 (2:1)-Niederlage gegen die  BR Deutschland
Torschützen: Jan Flinik und Ryszard Marzec
Trostrunde 1: 1:0 (1:0)-Sieg gegen  Belgien
Torschütze: Jan Flinik
Trostrunde 2: 1:0 (1:0)-Sieg gegen die  Schweiz
Torschütze: Jan Flinik
Spiel um Platz 5: 0:4 (0:1)-Niederlage gegen die Bundesrepublik Deutschland, Rang 6

### Leichtathletik

#### Männer
100 m
- Emil Kiszka
Vorläufe: in Lauf 5 (Rang 3) mi5 10,9 s (handgestoppt) bzw. 11,13 s (elektronisch) nicht für die Viertelfinalläufe qualifiziert

200 m
- Roman Budzyński
Vorläufe: in Lauf 3 (Rang 2) mit 23,1 s (handgestoppt) bzw. 23,37 s (elektronisch) für die Viertelfinalläufe qualifiziert
Viertelfinale: in Lauf 4 (Rang 6) mit 22,4 s (handgestoppt) bzw. 22,51 s (elektronisch) nicht für die Halbfinalläufe qualifiziert

- Gerard Mach
Vorläufe: in Lauf 11 (Rang 2) mit 22,1 s (handgestoppt) bzw. 22,16 s (elektronisch) für die Viertelfinalläufe qualifiziert
Viertelfinale: in Lauf 6 (Rang 4) mit 21,8 s (handgestoppt) bzw. 22,12 s (elektronisch) nicht für die Halbfinalläufe qualifiziert

- Zdobysław Stawczyk
Vorläufe: in Lauf 7 (Rang 2) mit 22,0 s (handgestoppt) bzw. 22,22 s (elektronisch) für die Viertelfinalläufe qualifiziert
Viertelfinale: in Lauf 1 (Rang 4) mit 22,0 s (handgestoppt) bzw. 22,12 s (elektronisch) nicht für die Halbfinalläufe qualifiziert

400 m
- Gerard Mach
Vorläufe: in Lauf 10 (Rang 2) mit 48,5 s (handgestoppt) bzw. 48,64 s (elektronisch) nicht für die Viertelfinalläufe qualifiziert

800 m
- Roman Korban
Vorläufe: in Lauf 3 (Rang 4) mit 1:54,7 min (handgestoppt) nicht für die Halbfinalläufe qualifiziert

- Edmund Potrzebowski
Vorläufe: in Lauf 2 (Rang 2) mit 1:52,6 min (handgestoppt) für die Halbfinalläufe qualifiziert
Halbfinale: in Lauf 3 (Rang 5) mit 1:53,7 min (handgestoppt) bzw. 1:54,03 min (elektronisch) nicht für das Finale qualifiziert

1500 m
- Mieczysław Długoborski
Vorläufe: in Lauf 1 (Rang 6) mit 3:57,8 min (handgestoppt) bzw. 3:57,70 min (elektronisch) nicht für die Halbfinalläufe qualifiziert

- Stefan Lewandowski
Vorläufe: in Lauf 5 (Rang 7) mit 4:00,8 min (handgestoppt) bzw. 4:00,87 min (elektronisch) nicht für die Halbfinalläufe qualifiziert

- Edmund Potrzebowski
Vorläufe: in Lauf 6 (Rang 6) mit 3:56,8 min (handgestoppt) bzw. 3:56,91 min (elektronisch) nicht für die Halbfinalläufe qualifiziert

5000 m
- Alojzy Graj
Vorläufe: in Lauf 2 (Rang 7) mit 14:30,0 min (handgestoppt) nicht für das Finale qualifiziert

Marathon
- Winand Osiński
2:54:38,2 h (+31:35,0 min), Rang 47

3000 m Hindernis
- Jan Kielas
Vorläufe: in Lauf 2 (Rang 7) mit 9:15,4 min (handgestoppt) bzw. 9:15,62 min (elektronisch) nicht für das Finale qualifiziert

4 × 100 m Staffel
- Zygmunt Buhl, Emil Kiszka, Zdobysław Stawczyk und Dominik Sucheński
Vorläufe: in Lauf 1 (Rang 3) mit 41,8 s (handgestoppt) bzw. 42,00 s (elektronisch) für die Halbfinalläufe qualifiziert
Halbfinale: in Lauf 1 (Rang 5) mit 41,8 s (handgestoppt) bzw. 41,91 s (elektronisch) nicht für das Finale qualifiziert

Stabhochsprung
- Zenon Ważny
Qualifikation, Gruppe B: 3,80 m, Rang 14, nicht für das Finale qualifiziert
3,60 m: gültig, ohne Fehlversuch
3,80 m: gültig, ohne Fehlversuch
3,90 m: ungültig, drei Fehlversuche

Weitsprung
- Henryk Grabowski
Qualifikation, Gruppe A: 6,77 m, Rang 10, nicht für das Finale qualifiziert
1. Sprung: 6,72 m
2. Sprung: ungültig
3. Sprung: 6,77 m

Dreisprung
- Stanisław Kowal
Qualifikation, Gruppe A: 14,03 m, Rang 14, nicht für das Finale qualifiziert
1. Sprung: 14,03 m
2. Sprung: ungültig
3. Sprung: ungültig

- Zygfryd Weinberg
Qualifikation, Gruppe B: 14,65 m, Rang 3, für das Finale qualifiziert
1. Sprung: 14,46 m
2. Sprung: 14,65 m
3. Sprung: ungültig
Finale: 14,76 m, Rang 10
1. Sprung: 14,76 m
2. Sprung: ungültig
3. Sprung: ungültig; nicht für das Finale der besten sechs Springer qualifiziert

Kugelstoßen
- Tadeusz Krzyżanowski
Qualifikation: 14,90 m, Rang 11, für das Finale qualifiziert
1. Stoß: 14,11 m
2. Stoß: 14,90 m
3. Stoß: ausgelassen
Finale: 15,08 m, Rang 10
1. Stoß: 15,08 m
2. Stoß: 14,57 m
3. Stoß: 14,32 m; nicht für das Finale der besten sechs Athleten qualifiziert

Speerwurf
- Zbigniew Radziwonowicz
Qualifikation, Gruppe B: 61,56 m, Rang 9, nicht für das Finale qualifiziert
1. Wurf: ungültig
2. Wurf: 61,56 m
3. Wurf: 56,74 m

- Janusz Sidło
Qualifikation, Gruppe B: 62,16 m, Rang 8, nicht für das Finale qualifiziert
1. Wurf: 59,52 m
2. Wurf: 62,16 m
3. Wurf: 59,33 m

#### Frauen
100 m
- Elżbieta Bocian
Vorläufe: in Lauf 2 (Rang 4) mit 12,9 s (handgestoppt) bzw. 13,10 s (elektronisch) nicht für die Viertelfinalläufe qualifiziert

200 m
- Maria Arndt
Vorläufe: in Lauf 1 (Rang 6) mit 25,9 s (handgestoppt) bzw. 26,29 s (elektronisch) nicht für die Halbfinalläufe qualifiziert

- Genowefa Minicka
Vorläufe: in Lauf 7 (Rang 4) mit 25,9 s (handgestoppt) bzw. 26,17 s (elektronisch) nicht für die Halbfinalläufe qualifiziert

- Eulalia Szwajkowska
Vorläufe: in Lauf 5 (Rang 1) mit 25,5 s (handgestoppt) bzw. 25,60 s (elektronisch) für die Halbfinalläufe qualifiziert
Halbfinale: in Lauf 2 (Rang 6) mit 25,2 s (handgestoppt) bzw. 25,45 s (elektronisch) nicht für das Finale qualifiziert

4 × 100 m Staffel
- Maria Arndt, Genowefa Minicka, Maria Ilwicka und Eulalia Szwajkowska
Vorläufe: in Lauf 1 (Rang 4) mit 48,1 s (handgestoppt) bzw. 48,21 s (elektronisch) nicht für das Finale qualifiziert

Weitsprung 
- Elżbieta Krzesińska
Qualifikation, Gruppe A: 5,43 m, Rang 7, für das Finale qualifiziert
1. Sprung: 5,43 m
2. Sprung: ausgelassen
3. Sprung: ausgelassen
Finale: 5,65 m, Rang 12
1. Sprung: 5,65 m
2. Sprung: 5,40 m
3. Sprung: 5,55 m; nicht für das Finale der besten sechs Springerinnen qualifiziert

- Maria Ilwicka
Qualifikation, Gruppe A: 5,09 m, Rang 16, nicht für das Finale qualifiziert
1. Sprung: ungültig
2. Sprung: 4,81 m
3. Sprung: 5,09 m

Kugelstoßen
- Magdalena Breguła
Qualifikation: 13,05 m, Rang 6, für das Finale qualifiziert
1. Stoß: 13,05 m
2. Stoß: ausgelassen
3. Stoß: ausgelassen
Finale: 12,93 m, Rang 10
1. Stoß: ungültig
2. Stoß: 12,39 m
3. Stoß: 12,93 m; nicht für das Finale der besten sechs Athletinnen qualifiziert

- Elżbieta Krysińska
Qualifikation: 11,50 m, Rang 16, nicht für das Finale qualifiziert
1. Stoß: 10,76 m
2. Stoß: 10,71 m
3. Stoß: 11,50 m

Speerwurf
- Maria Ciach
Qualifikation: 39,96 m, Rang 12, für das Finale qualifiziert
1. Wurf: 39,96 m
2. Wurf: ausgelassen
3. Wurf: ausgelassen
Finale: 44,31 m, Rang 7
1. Wurf: 42,55 m
2. Wurf: 43,53 m
3. Wurf: 44,31 m; nicht für das Finale der besten sechs Werferinnen qualifiziert

### Ringen
Griechisch-römischer Stil
Bantamgewicht (bis 57 kg)
- Rudolf Toboła
1. Runde: Schulterniederlage gegen Artjom Sarkissowitsch Terjan aus der Sowjetunion
2. Runde: 0:3-Punktniederlage gegen Pietro Lombardi aus Italien

Federgewicht (bis 62 kg)
- Ernest Gondzik
1. Runde: 2:1-Punktsieg gegen Bela Torma aus Jugoslawien
2. Runde: 2:1-Sieg gegen Francisc Horvath aus Rumänien
3. Runde: 0:3-Niederlage gegen Imre Polyák aus Ungarn

Leichtgewicht (bis 67 kg)
- Zbigniew Szajewski
1. Runde: 0:3-Punktniederlage gegen André Verdaine aus Frankreich
2. Runde: Schultersieg gegen Arístides Pérez aus Guatemala
3. Runde: Niederlage gegen Mikuláš Athanasov aus der Tschechoslowakei durch verletzungsbedingte Aufgabe

Weltergewicht (bis 73 kg)
- Antoni Gołaś
1. Runde: 0:3-Punktniederlage gegen Ahmet Şenol aus der Türkei
2. Runde: 0:3-Punktniederlage gegen Semyon Marushkin aus der Sowjetunion

Mittelgewicht (bis 79 kg)
- Jerzy Gryt
1. Runde: Schulterniederlage gegen Nikolai Below aus der Sowjetunion
2. Runde: Schulterniederlage gegen Gyula Németi aus Ungarn

### Rudern
Einer
- Teodor Kocerka
Vorläufe: in Lauf 3 (Rang 2) mit 7:59,5 min für die Halbfinalläufe qualifiziert
Halbfinale: in Lauf 1 (Rang 4) mit 9:10,6 min nicht direkt für das Finale qualifiziert
Halbfinale, Hoffnungsläufe: in Lauf 2 (Rang 1) mit 7:41,8 min für das Finale qualifiziert
Finale: 8:19,4 min, Rang 3

Zweier ohne Steuermann
- Jan Świątkowski und Stanisław Wieśniak
Vorläufe: in Lauf 2 disqualifiziert
Vorläufe, Hoffnungsläufe: in Lauf 2 (Rang 2) mit 7:39,7 min nicht für die Halbfinalläufe qualifiziert

Zweier mit Steuermann
- Czesław Lorenc, Zdzisław Michalski und Romuald Thomas
Vorläufe: in Lauf 2 (Rang 2) mit 7:59,8 min für die Halbfinalläufe qualifiziert
Halbfinale: in Lauf 2 (Rang 3) mit 8:12,1 min nicht direkt für das Finale qualifiziert
Halbfinale, Hoffnungsläufe: in Lauf 3 (Rang 2) mit 8:00,9 min nicht für das Finale qualifiziert

Vierer ohne Steuermann
- Henryk Jagodziński, Edward Schwarzer, Zbigniew Schwarzer und Zbigniew Żarnowiecki
Vorläufe: in Lauf 2 (Rang 3) mit 6:43,0 min nicht direkt für die Halbfinalläufe qualifiziert
Vorläufe, Hoffnungsläufe: in Lauf 2 (Rang 1) mit 6:45,9 min für die Halbfinal-Hoffnungsläufe qualifiziert
Halbfinale, Hoffnungsläufe: in Lauf 3 (Rang 1) mit 6:43,0 min für das Finale qualifiziert
Finale: 7:28,2 min (+ 8,2 s), Rang 5

### Schießen
Tontaubenschießen
- Olgierd Darżynkiewicz
Finale: 181 Punkte, Rang 20
1. Runde: 88 Punkte, Rang 20
2. Runde: 93 Punkte, Rang 16

- Józef Kiszkurno
Finale: 185 Punkte, Rang neun
1. Runde: 92 Punkte, Rang neun
2. Runde: 93 Punkte, Rang 13

### Schwimmen

#### Männer
400 m Freistil
- Gotfryd Gremlowski
Vorläufe: in Lauf 1 (Rang 3) mit 4:49,0 min für die Halbfinalläufe qualifiziert
Halbfinale: in Lauf 1 (Rang 6) mit 4:47,4 min nicht für das Finale qualifiziert

1500 m Freistil
- Gotfryd Gremlowski
Vorläufe: in Lauf 1 (Rang 2) mit 19:17,5 min nicht für das Finale qualifiziert

100 m Rücken
- Jerzy Boniecki
Vorläufe: in Lauf 2 (Rang 6) mit 1:13,4 min nicht für die Halbfinalläufe qualifiziert

200 m Brust
- Marek Petrusewicz
Vorläufe: in Lauf 1 (Rang 3) mit 2:44,0 min nicht für die Halbfinalläufe qualifiziert

4 × 200 m Freistilstaffel
- Jerzy Boniecki, Gotfryd Gremlowski, Józef Lewicki und Antoni Tołkaczewski
Vorläufe: in Lauf 3 (Rang 5) mit 9:13,7 min nicht für das Finale qualifiziert

#### Frauen
100 m Rücken
- Irena Milnikiel
Vorläufe: in Lauf 2 (Rang 6) mit 1:25,5 min nicht für das Finale qualifiziert

200 m Brust
- Aleksandra Mróz
Vorläufe: in Lauf 2 disqualifiziert

### Turnen

#### Männer
Einzelmehrkampf
| Rang | Name                                                  | Punkte (Platz) je Disziplin | Punkte (Platz) je Disziplin | Punkte (Platz) je Disziplin | Punkte (Platz) je Disziplin | Punkte (Platz) je Disziplin | Punkte (Platz) je Disziplin | Punkte total |
| Rang | Name                                                  | Boden                       | Sprung                      | Barren                      | Reck                        | Ringe                       | Pferd                       | Punkte total |
| ---- | ----------------------------------------------------- | --------------------------- | --------------------------- | --------------------------- | --------------------------- | --------------------------- | --------------------------- | ------------ |
| 60   | Szymon Sobala 54,80 Pkt. Pflicht / 52,15 Pkt. Kür     | 17,90 (55)                  | 17,15 (140)                 | 18,15 (57)                  | 17,85 (63)                  | 18,00 (69)                  | 17,90 (51)                  | 106,95       |
| 101  | Paweł Świętek 51,55 Pkt. Pflicht / 49,35 Pkt. Kür     | 17,70 (66)                  | 15,95 (164)                 | 17,75 (87)                  | 15,10 (148)                 | 17,90 (73)                  | 16,50 (95)                  | 100,90       |
| 109  | Paweł Gawron 52,05 Pkt. Pflicht / 47,75 Pkt. Kür      | 16,60 (119)                 | 13,50 (177)                 | 17,85 (81)                  | 17,45 (79)                  | 16,70 (117)                 | 17,70 (63)                  | 99,80        |
| 111  | Zdzisław Lesiński 49,95 Pkt. Pflicht / 49,60 Pkt. Kür | 16,90 (105)                 | 17,35 (128)                 | 14,85 (165)                 | 16,10 (127)                 | 18,30 (53)                  | 16,05 (108)                 | 99,55        |
| 113  | Paweł Gaca 46,45 Pkt. Pflicht / 52,85 Pkt. Kür        | 17,30 (89)                  | 18,20 (73)                  | 17,90 (74)                  | 17,75 (67)                  | 10,35 (180)                 | 17,80 (55)                  | 99,30        |
| 117  | Jerzy Jokiel 51,50 Pkt. Pflicht / 47,50 Pkt. Kür      | 19,15 ()                    | 16,65 (153)                 | 17,10 (116)                 | 17,30 (87)                  | 16,00 (131)                 | 12,80 (158)                 | 99,00        |
| 118  | Ryszard Kucjas 49,25 Pkt. Pflicht / 49,60 Pkt. Kür    | 17,30 (89)                  | 17,35 (128)                 | 17,20 (115)                 | 16,35 (119)                 | 17,35 (102)                 | 13,30 (155)                 | 98,85        |
| 148  | Jerzy Solarz 45,05 Pkt. Pflicht / 47,25 Pkt. Kür      | 18,30 (35)                  | 16,05 (162)                 | 17,45 (107)                 | 9,50 (178)                  | 15,30 (154)                 | 15,70 (114)                 | 92,30        |

Mannschaftsmehrkampf
- Paweł Gaca, Paweł Gawron, Jerzy Jokiel, Ryszard Kucjas, Zdzisław Lesiński, Szymon Sobala, Jerzy Solarz und Paweł Świętek
Finale: 529,10 Punkte (269,20 Punkte Pflicht – 259,90 Punkte Kür), Rang 13

#### Frauen
Einzelmehrkampf
- Dorota Horzonek
Finale: 67,57 Punkte (32,31 Punkte Pflicht – 35,26 Punkte Kür), Rang 86
Bodenturnen: 17,36 Punkte (8,66 Punkte Pflicht – 8,70 Punkte Kür), Rang 77
Pferdsprung: 17,49 Punkte (9,13 Punkte Pflicht – 8,36 Punkte Kür), Rang 79
Schwebebalken: 15,76 Punkte (6,76 Punkte Pflicht – 9,00 Punkte Kür), Rang 112
Stufenbarren: 16,96 Punkte (7,76 Punkte Pflicht – 9,20 Punkte Kür), Rang 79

- Zofia Kowalczyk
Finale: 69,20 Punkte (34,08 Punkte Pflicht – 35,12 Punkte Kür), Rang 67
Bodenturnen: 17,69 Punkte (8,86 Punkte Pflicht – 8,83 Punkte Kür), Rang 51
Pferdsprung: 17,29 Punkte (8,96 Punkte Pflicht – 8,33 Punkte Kür), Rang 93
Schwebebalken: 16,92 Punkte (8,06 Punkte Pflicht – 8,86 Punkte Kür), Rang 78
Stufenbarren: 17,30 Punkte (8,20 Punkte Pflicht – 9,10 Punkte Kür), Rang 56

- Honorata Marcińczak
Finale: 68,85 Punkte (33,92 Punkte Pflicht – 34,93 Punkte Kür), Rang 69
Bodenturnen: 17,00 Punkte (8,50 Punkte Pflicht – 8,50 Punkte Kür), Rang 93
Pferdsprung: 17,36 Punkte (8,96 Punkte Pflicht – 8,40 Punkte Kür), Rang 86
Schwebebalken: 17,46 Punkte (8,46 Punkte Pflicht – 9,00 Punkte Kür), Rang 51
Stufenbarren: 17,03 Punkte (8,00 Punkte Pflicht – 9,03 Punkte Kür), Rang 76

- Helena Rakoczy
Finale: 70,74 Punkte (33,65 Punkte Pflicht – 37,09 Punkte Kür), Rang 43
Bodenturnen: 18,29 Punkte (9,26 Punkte Pflicht – 9,03 Punkte Kür), Rang 18
Pferdsprung: 18,79 Punkte (9,53 Punkte Pflicht – 9,26 Punkte Kür), Rang sieben
Schwebebalken: 16,00 Punkte (6,60 Punkte Pflicht – 9,40 Punkte Kür), Rang 104
Stufenbarren: 17,66 Punkte (8,26 Punkte Pflicht – 9,40 Punkte Kür), Rang 39

- Stefania Reindl
Finale: 70,91 Punkte (34,51 Punkte Pflicht – 36,40 Punkte Kür), Rang 38
Bodenturnen: 18,06 Punkte (9,06 Punkte Pflicht – 9,00 Punkte Kür), Rang 26
Pferdsprung: 18,46 Punkte (9,46 Punkte Pflicht – 9,00 Punkte Kür), Rang 18
Schwebebalken: 17,86 Punkte (8,56 Punkte Pflicht – 9,30 Punkte Kür), Rang 29
Stufenbarren: 16,53 Punkte (7,43 Punkte Pflicht – 9,10 Punkte Kür), Rang 94

- Stefania Świerzy
Finale: 71,68 Punkte (35,32 Punkte Pflicht – 36,36 Punkte Kür), Rang 27
Bodenturnen: 17,89 Punkte (9,16 Punkte Pflicht – 8,73 Punkte Kür), Rang 37
Pferdsprung: 15,29 Punkte (7,33 Punkte Pflicht – 7,96 Punkte Kür), Rang 125
Schwebebalken: 17,76 Punkte (8,56 Punkte Pflicht – 9,20 Punkte Kür), Rang 38
Stufenbarren: 17,20 Punkte (8,10 Punkte Pflicht – 9,10 Punkte Kür), Rang 65

- Barbara Wilk
Finale: 68,14 Punkte (33,15 Punkte Pflicht – 34,99 Punkte Kür), Rang 76
Bodenturnen: 18,16 Punkte (9,26 Punkte Pflicht – 8,90 Punkte Kür), Rang 22
Pferdsprung: 18,46 Punkte (9,53 Punkte Pflicht – 8,93 Punkte Kür), Rang 18
Schwebebalken: 17,30 Punkte (8,10 Punkte Pflicht – 9,20 Punkte Kür), Rang 61
Stufenbarren: 17,76 Punkte (8,43 Punkte Pflicht – 9,33 Punkte Kür), Rang 35

- Urszula Łukomska
Finale: 62,90 Punkte (32,58 Punkte Pflicht – 30,32 Punkte Kür), Rang 123
Bodenturnen: 17,12 Punkte (8,46 Punkte Pflicht – 8,66 Punkte Kür), Rang 86
Pferdsprung: 15,62 Punkte (7,36 Punkte Pflicht – 8,26 Punkte Kür), Rang 121
Schwebebalken: 17,80 Punkte (8,90 Punkte Pflicht – 8,90 Punkte Kür), Rang 35
Stufenbarren: 12,36 Punkte (7,86 Punkte Pflicht – 4,50 Punkte Kür), Rang 132

Mannschaftsmehrkampf
- Dorota Horzonek, Zofia Kowalczyk, Honorata Marcińczak, Helena Rakoczy, Stefania Reindl, Stefania Świerzy, Barbara Wilk und Urszula Łukomska
Finale: 483,72 Punkte (204,63 Punkte Pflicht + 214,89 Punkte Kür + 64,20 Punkte Gruppengymnastik)